# Cursor (editor de código)
Cursor é um ambiente de desenvolvimento integrado (IDE) proprietário com inteligência artificial, disponível para Windows, macOS e Linux. Foi desenvolvido para aumentar a produtividade dos programadores através da integração de funcionalidades avançadas de IA diretamente no ambiente de programação. Trata-se de uma ramificação (fork) do Visual Studio Code, com funcionalidades adicionais como geração de código, reescritas inteligentes e consultas ao código-fonte. O Cursor é um software proprietário desenvolvido pela Anysphere Inc., um laboratório de pesquisa aplicada dedicado ao desenvolvimento de sistemas de inteligência artificial.

## Recursos
O Cursor possui uma ampla gama de funcionalidades que utilizam modelos de linguagem de grande escala para manipular texto com funções de autocompletar e consultas via chat. Por ser uma ramificação do Visual Studio Code, extensões e configurações já existentes podem ser integradas ao fluxo de trabalho do usuário.
O Cursor permite que programadores escrevam código através de instruções em linguagem natural. Os usuários podem gerar ou atualizar partes do código fornecendo comandos em forma de texto. Ele também é capaz de indexar toda a base de código, que pode ser consultada em linguagem natural. O editor oferece capacidades inteligentes de reescrita, permitindo atualizar várias linhas de código ao mesmo tempo — o que é especialmente útil para refatoração e alterações em massa de forma eficiente. O editor prevê edições subsequentes no código, e o utilizador pode saltar entre elas e aplicá-las utilizando o tabulador.

## História
A Anysphere foi fundada em 2022 por Sualeh Asif, Arvid Lunnemark, Aman Sanger e Michael Truell, quatro amigos que se conheceram enquanto estudavam no Instituto de Tecnologia de Massachusetts (MIT). Em 2023, lançaram o Cursor e, mais tarde naquele ano, arrecadaram 8 milhões de dólares em financiamento inicial, liderado pelo fundo de investimento em startups da OpenAI. Em agosto de 2024, a Anysphere arrecadou 60 milhões de dólares numa rodada de financiamento Série A liderada pela Andreessen Horowitz, que avaliou a empresa em 400 milhões de dólares. Em novembro de 2024, a Anysphere anunciou a aquisição do assistente de programação com IA Supermaven. Em janeiro de 2025, a Thrive Capital e a Andreessen Horowitz lideraram uma rodada Série B, na qual a Anysphere levantou 105 milhões de dólares, atingindo uma avaliação de 2,5 bilhões de dólares. Em maio de 2025, a Anysphere alcançou uma avaliação de 9 mil milhões de dólares após levantar 900 milhões de dólares com investidores como Thrive Capital, Andreessen Horowitz e Accel, entre outros.
Em abril de 2025, o Cursor sofreu um erro que afetou a capacidade de usar o software em múltiplos dispositivos simultaneamente. No entanto, um e-mail do apoio ao cliente do Cursor, gerado por IA, alucinou uma política que proibia o uso de uma única licença de subscrição em mais de um dispositivo por motivos de segurança, e afirmou incorretamente que seria necessário adquirir uma subscrição separada para cada dispositivo. Diante das críticas à suposta “política” no Reddit, um porta-voz da Anysphere emitiu uma retratação esclarecendo que tal política não existia, e que a resposta incorreta foi gerada por um “bot de apoio ao cliente com IA de primeira linha”.

## Privacidade e segurança
O Cursor oferece opções de privacidade, incluindo um modo de privacidade, no qual o código do usuário nunca é armazenado remotamente. A plataforma possui certificação SOC 2, garantindo conformidade com práticas de segurança reconhecidas pelo setor.

## Comparação com outros editores de código com IA
Em comparação com outros editores de código com inteligência artificial, como o GitHub Copilot, o Cursor oferece uma integração profunda dentro de um ambiente autônomo, proporcionando opções avançadas de personalização.